# Bjarozaŭski Rajon
Bjarozaŭski Rajon (vitryska: Бярозаўскі Раён, ryska: Берёзовский район) är ett distrikt i Belarus.   Det ligger i voblasten Brests voblast, i den västra delen av landet, 230 kilometer sydväst om huvudstaden Minsk.